# Nessaea ancaeus
Nessaea ancaeus är en fjärilsart som beskrevs av Carl von Linné 1767. Nessaea ancaeus ingår i släktet Nessaea och familjen praktfjärilar. Inga underarter finns listade i Catalogue of Life.